# El Merengue
El Merengue és un espai de memòria històric a Camarasa recuperat i senyalitzat en un turó que l'exèrcit franquista va utilitzar durant la primavera de 1938 com a cap de pont a la zona de Balaguer en el front del Segre. Els forts combats que va haver-hi en aquesta posició van deixar un important patrimoni memorial que, amb un monòlit commemoratiu col·locat pels supervivents de la lleva del biberó als anys 80 i senyalitzat l'any 2007 pel Memorial Democràtic, va esdevenir el primer espai de la Xarxa d'Espais de Memòria de Catalunya amb una cartellera a Camarasa i la senyalització i la dignificació de la fossa comuna del cementiri.

## Història
El Merengue, nom popular que va rebre el puig del Tossal de Déu, al nord de Balaguer, era una posició clau que permetia el control des de la Vall de Camarasa fins al Segre. L'abril de 1938 els franquistes havien instal·lat un cap de pont (posició avançada sobre la línia de front) als voltants de Balaguer que resultava especialment amenaçant de cara a una possible ocupació de Catalunya. La 54a divisió de l'exèrcit franquista va resistir aferrissadament els diversos intents de reconquesta que van portar a terme sense èxit entre el 22 i el 28 de maig les tropes de la 27a divisió del XVIII Cos d'Exèrcit de la República. Molts dels morts en aquests combats pertanyien a la Lleva del Biberó, els més joves a ser cridats a files pel Govern de la República.

## Entorn
Actualment s'està dissenyant un projecte per posar en valor divers patrimoni bèl·lic existent a la comarca de la Noguera. L'actuació inclourà la rehabilitació, contextualització històrica i senyalització de diferents elements d'arqueologia bèl·lica ubicats al voltant del cap de pont de Balaguer. La comarca de la Noguera ofereix nombroses possibilitats per a la pràctica del senderisme, l'escalada i l'espeleologia. El Montsec és un indret especialment apreciat per a la pràctica de parapent i l'ala delta. Destaquen dins la serra del Montsec dues zones de protecció especial: la Reserva de Fauna Salvatge de Sant Llorenç de Montgai i la Reserva Natural-Parcial de la Noguera Ribagorçana-Mont-rebei. A més, a pocs quilòmetres hi ha l'Observatori Astronòmic del Montsec, el més gran de tot Catalunya, que sovint organitza jornades de portes obertes.